# Kyle Seager
Kyle Duerr Seager (Charlotte, 3 novembre 1987) è un ex giocatore di baseball statunitense.
Anche i suoi fratelli minori, Corey e Justin, sono giocatori di baseball professionisti.

## Biografia

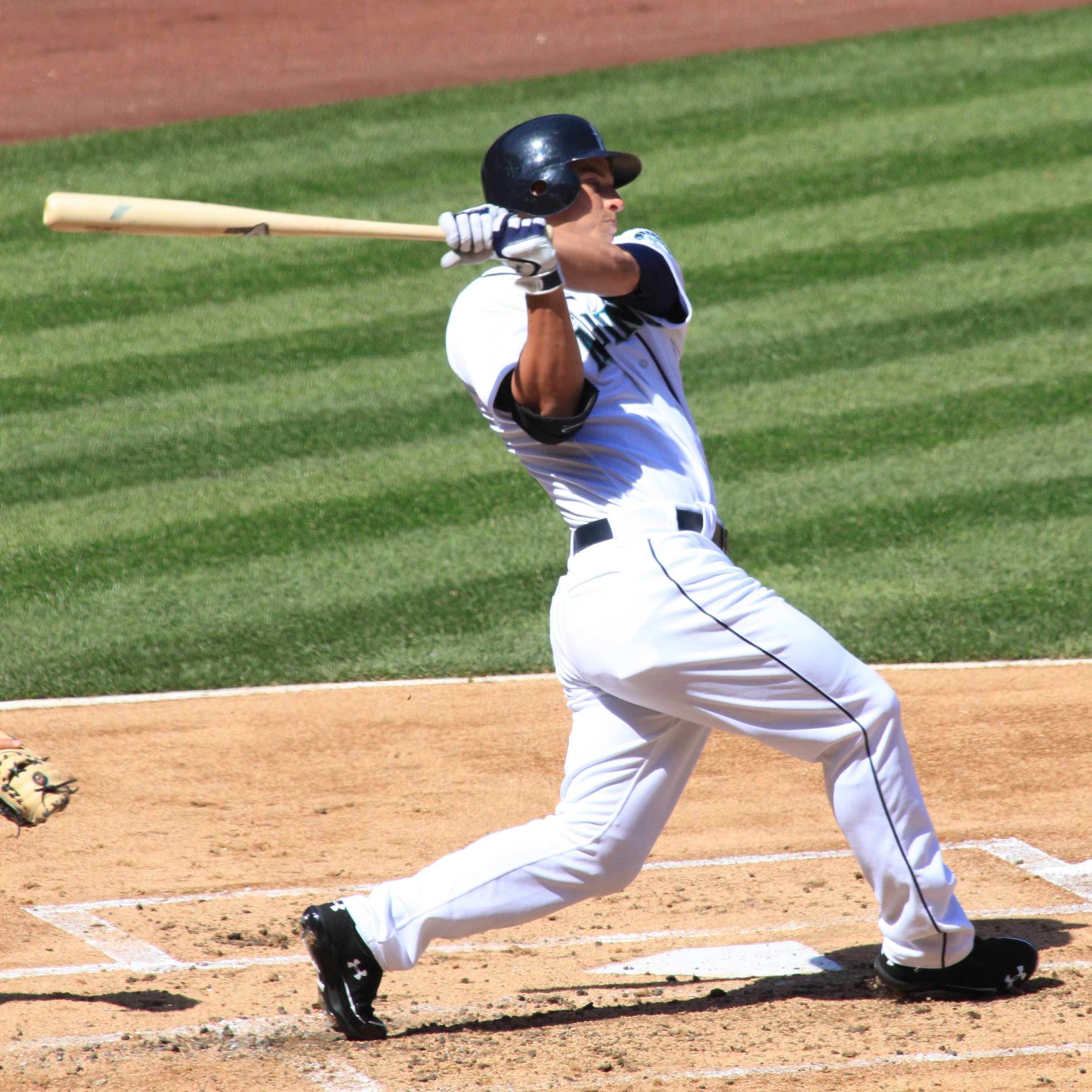
Seager in battuta nel 2012

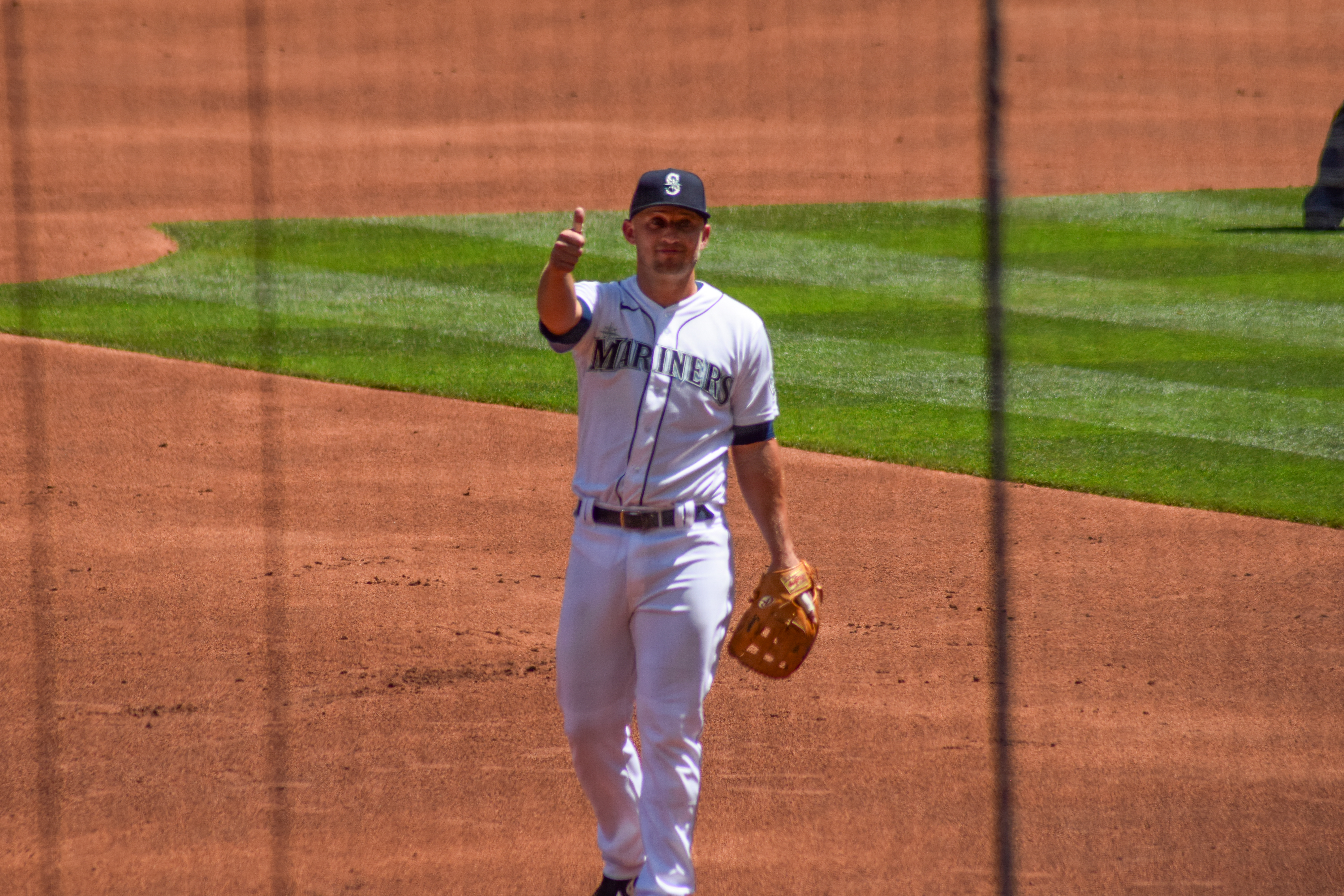
Seager nel 2021

Nato a Charlotte nella Carolina del Nord, Seager crebbe con la famiglia a Kannapolis. Primogenito di Jeff, dipendente in una banca e Jody Seager, maestra di scuola elementare, ha due fratelli minori, Justin (nato nel 1992) e Corey (nato nel 1994), entrambi giocatori di baseball professionisti, scelti rispettivamente nel draft MLB 2013 dai Mariners e nel draft 2012 dai Dodgers. 

## Carriera

### Inizi e Minor League
Seager frequentò la Northwest Cabarrus High School di Concord e successivamente l'Università del Nord Carolina di Chapel Hill. Da lì venne selezionato nel terzo turno, come 82ª scelta assoluta del draft MLB 2009, dai Seattle Mariners. Firmò il 9 giugno e il 17 luglio venne assegnato alla classe Rookie. Il 18 luglio, dopo una sola partita, venne promosso nella classe A, concludendo poi la stagione nella classe A-avanzata, con cui disputò due partite nel 2009. Durante la stagione venne impiegato nei ruoli da interno. Nel 2010 disputò l'intera stagione nella classe A-avanzata, venendo schierato principalmente come seconda base. Iniziò la stagione 2011 nella Doppia-A, ottenendo la promozione nella Tripla-A il 23 giugno dello stesso anno. Anche in quest'ultima stagione si alternò in entrambe le categorie nei ruoli da interno.

### Major League
Seager debuttò nella MLB il 7 luglio 2011, all'Angel Stadium di Anaheim contro i Los Angeles Angels of Anaheim. Schierato come terza base titolare, subì due strikeout in quattro turni di battuta affrontati. Il 10 luglio sempre contro gli Angels, colpì la sua prima valida, raggiungendo la terza base su errore dell'esterno centro. Il 19 luglio invece contro i Rays, batté il suo primo fuoricampo. Venne impiegato durante la stagione come interno, principalmente in terza base. Concluse il suo primo anno con una media battuta di .258, 3 home run, 13 punti battuti a casa (RBI) e 47 valide in 53 gare.
La stagione 2012, fu la sua prima stagione completa nella MLB, venne schierato quasi esclusivamente in terza base con alcune apparizioni in seconda base. Ebbe una media battuta di .259, con 20 fuoricampo, 86 RBI e 154 valide in 155 gare. Nel 2013 giocò per l'intera stagione in terza base, chiuse con una media battuta di .260, con 22 fuoricampo, 69 RBI e 160 valide in 160 partite.

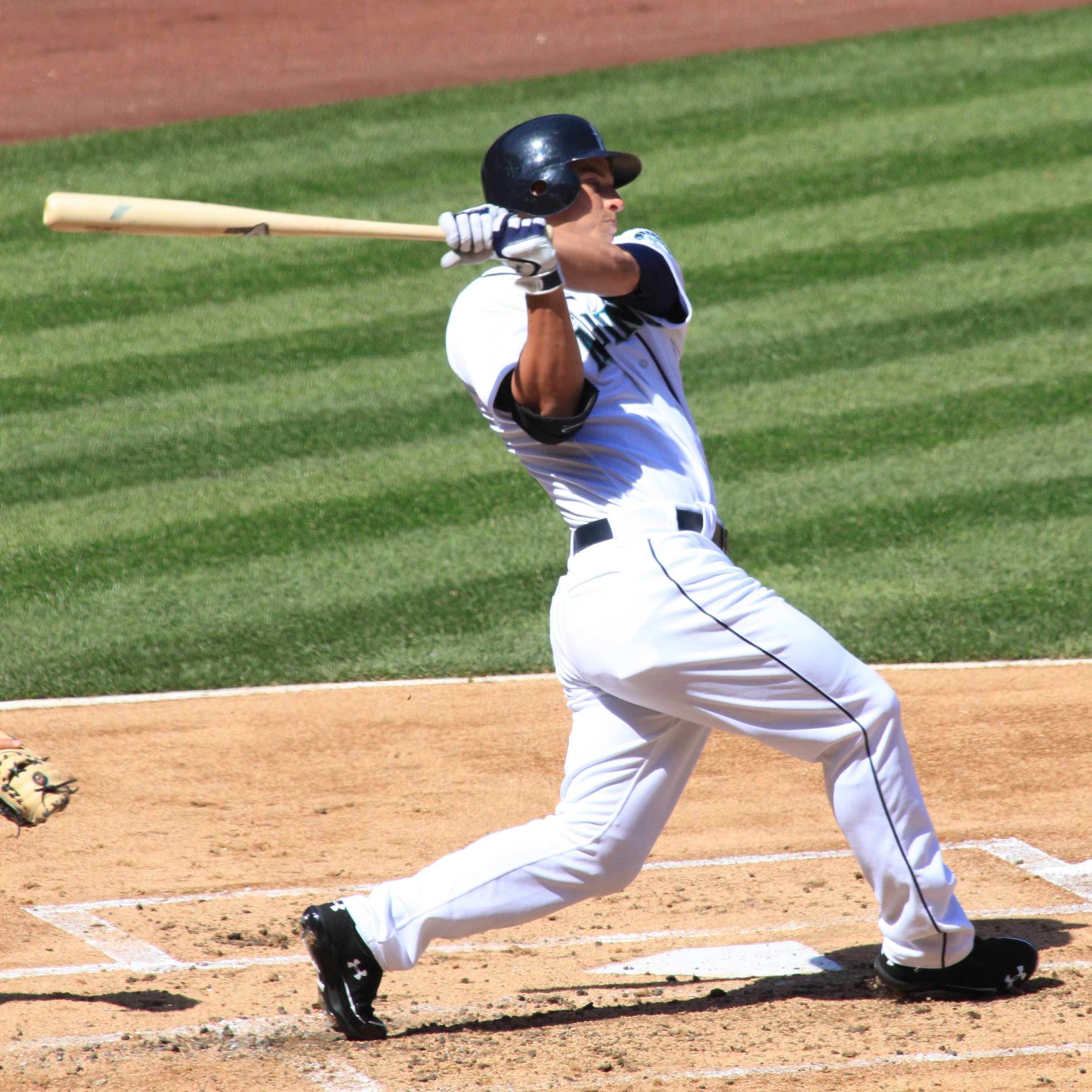
Kyle Seager il 15 aprile 2012

Il 23 aprile 2014, Seager batté 5 RBI contro gli Houston Astros permettendo ai Mariners di rimontare nel nono inning e di vincere per 5–3. Per questa prestazione divise il premio di giocatore della settimana con José Abreu dei Chicago White Sox. Il 2 giugno batté un 4 su 4, con un doppio, due tripli e un fuoricampo da tre punti contro i New York Yankees. Fu il primo Mariner a compiere quell'impresa e il primo giocatore della MLB dal 1973 a battere 2 tripli, un doppio e un home run nella stessa gara. Il 15 giugno batté un 4 su 4, con 2 doppi, 2 tripli e RBI. Il 7 luglio, Seager fu convocato per il suo primo All-Star Game al posto dell'infortunato Edwin Encarnación dei Toronto Blue Jays. Concluse l'annata con. 268 in battuta, 25 home run, 96 RBI e 158 valide in 159 gare, venendo premiato col suo primo Guanto d'oro.
Il 2 dicembre 2014, i Mariners e Seager firmarono un nuovo contratto settennale del valore di 100 milioni di dollari.
Nel 2015 ebbe un media di .266, realizzando 26 fuoricampo, 74 RBI e 166 valide (suo record personale in valide che replicò anche l'anno seguente) in 161 partite.
Il 25 aprile 2016, Seager batté il 100º fuoricampo in carriera contro gli Houston Astros. Concluse l'annata con .278 di media, 30 fuoricampo, 99 RBI e 166 valide ed entrò nella storia assieme al fratello Corey come la prima coppia di fratelli a battere almeno 25 fuoricampo nella stessa annata.
Nel 2017, chiuse la stagione con una media battuta di .249, con 27 fuoricampo, 88 RBI e 144 valide in 154 gare, mentre nel 2018 concluse con una media battuta di .221, con 22 fuoricampo, 78 RBI e 129 valide in 155 partite.
Nel 2019, durante una partita di spring training si infortunò alla mano sinistra nel tentativo di afferrare una palla. L'infortunio richiese un'operazione chirurgica, che lo costrinse a rientrare il 25 maggio, a stagione in corso. Chiuse la stagione con una media di .239 con 23 fuoricampo, 63 RBI e 94 valide in 106 partite.
Nella stagione breve del 2020, Seager terminò la stagione con una media di .241 con 9 fuoricampo, 40 RBI e 49 valide che riuscì a realizzare prendendo parte, a tutte le 60 partite disputate durante l'anno.
Nel 2021, Seager ebbe una media battuta bassa a .212, ma segnò il suo record personale in fuoricampo e RBI totalizzandone rispettivamente 35 e 101. A campionato concluso, i Mariners declinarono l'opzione del giocatore per la stagione 2022. Il 29 dicembre 2021, Seager annunciò il ritiro dal baseball professionistico.

## Palmarès
- MLB All-Star: 1

2014
- Guanti d'oro: 1

2014
- Giocatore della settimana: 2

AL: 27 aprile e 29 giugno 2014